# Bernard Buffet
Bernard Buffet (ur. 10 lipca 1928 w Paryżu, zm. 4 października 1999 w Tourtour) – francuski malarz i grafik.

## Życiorys
Studiował w École Nationale Supérieure des Beaux-Arts razem z Maurice'em Boitelem i Louisem Vuillemozem. Jego obrazy przedstawieniowe wyrażają nastrój pesymizmu i niepokoju, można w nich znaleźć ekspresyjną deformację kształtów określanych twardym konturem i ciemnym kolorytem.
W latach 50. twórczość Buffeta spopularyzował w Polsce tygodnik „Przekrój”. Artysta znajdował się wtedy u szczytu powodzenia. Zasiadał w jury konkursu głównego na 11. MFF w Cannes (1958).  
Od lat 60. popularność jego zaczęła gasnąć. W latach 90. zachorował na chorobę Parkinsona i zmarł śmiercią samobójczą.